# Hanane Kerroumi
Hanane Kerroumi, née le 27 février 1983, est une judokate marocaine concourant dans la catégorie des moins de 52 kg .

## Carrière
Hanane Kerroumi est médaillée d'argent aux Championnats d'Afrique de judo 2006 à Maurice, perdant en finale face à l'Algérienne Salima Souakri. Elle est médaillée de bronze aux Jeux panarabes de 2007 au Caire. En 2009, elle est médaillée de bronze aux Championnats d'Afrique à Maurice et aux Jeux de la Francophonie à Beyrouth.
Championne d'Afrique en 2010 et vice-championne d'Afrique en 2011, elle obtient la médaille d'or aux Jeux panarabes de 2011 à Doha et la médaille de bronze aux Championnats d'Afrique de judo 2012 à Agadir.